# Oude of Sint-Pancratiuskerk (Brummen)
De Oude of Sint-Pancratiuskerk in de Gelderse plaats Brummen is een laatgotisch bouwwerk. De kerk is gebouwd in het eerste deel van de vijftiende eeuw.
Volgens de informatie bij de kerk zou de toren in het begin van de 15e eeuw gebouwd zijn en het oudste deel van het gebouw vormen. De rest van de kerk zou na die tijd zijn gebouwd. Zowel de rijksdienst voor het cultureel erfgoed als Stenvert vermelden echter dat de kerk halverwege de 15e eeuw werd gebouwd en de toren pas rond 1500. Voor de bouw van de onderste geleding van de toren werd tufsteen gebruikt. Voor de middelste geleding werden - voor een grootste gedeelte - lagen tufsteen afgewisseld met lagen baksteen. Het bovenste deel van de middelste geleding en de bovenste geleding van de toren is gemaakt van baksteen. Oorspronkelijk had de toren een spitsvormige bekroning. Nadat deze torenspits tijdens een storm in 1818 verloren ging kreeg de toren zijn huidige bolvormige bekroning.
Op de plaats waar de kerk werd gebouwd stond eerder al een kapel. Slechts een deel van de 15e-eeuwse kerk is bewaard gebleven. Een deel van de gewelven werd in het begin van de 18e eeuw gesloopt. De aan de zuidzijde van de kerk aangebouwde zijbeuk dateert uit 1937.
In 1971 werden het kerkgebouw en de kerktoren erkend als rijksmonument en ingeschreven in het monumentenregister.
De kerk is in gebruik bij de Protestantse gemeente Brummen. 